# Castle foxtrot
Castle foxtrot är en amerikansk dans från 1914. Den dansas med rytmen slow, slow, quick, quick, quick, quick. Jämför vanlig foxtrot som dansas med rytmen slow, slow, quick, quick. Vanlig foxtrot är också ursprungligen en amerikansk dans från 1914. Oklart vilken av danserna som kom först men vanlig foxtrot kom juni 1914 och ovan referens är en artikel skriven av Vernon Castle, som kom november 1914.